# Barbatia grayana
Barbatia grayana is een tweekleppigensoort uit de familie van de Arcidae. De wetenschappelijke naam van de soort is voor het eerst geldig gepubliceerd in 1867 door Dunker.